# Bloedsprookje

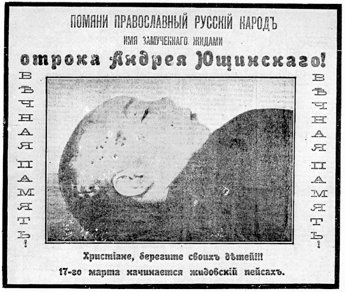
Antisemitisch pamflet uit 1910 rond de Bejlis-affaire, waarin het bloedsprookje een centrale rol speelde

Een bloedsprookje of bloedsmaad is een gerucht waarbij joden ervan worden beschuldigd mensen te hebben ontvoerd en vermoord als onderdeel van hun religieuze rituelen. In een veel voorkomende variant gaat het om christelijke kinderen die vermoord zouden zijn en waarbij hun bloed bij de bereiding van matzes voor het Pesachfeest zou zijn gebruikt.
Het bloedsprookje was met name tijdens de middeleeuwen een veel voorkomende aanleiding voor de vervolging van joden. De oudst bekende variant van het bloedsprookje stamt uit de 1e eeuw toen de Hellenistische schrijver Apion uit Alexandrië de joden beschuldigde jaarlijks een Griek te offeren. Uit de middeleeuwen zijn vele tientallen gevallen bekend waar het bloedsprookje een rol speelde. In enkele gevallen leidde dat tot een lokale verering als martelaar, zoals bij William of Norwich, een jongen die in 1144 in Norwich stierf, bij Hugo de Kleine (1255), bij Werner van Oberwesel (1287) en bij Simon van Trente (1475), die zelfs heilig werd verklaard.
Ook in de meer recente geschiedenis speelt het bloedsprookje een rol. In Damascus werden de joden in 1840 van rituele moorden beschuldigd. In tsaristisch Rusland vormde het bloedsprookje de aanleiding tot meerdere pogroms en in 1946 was het de aanleiding tot de pogrom van Kielce. In de Arabische wereld komen beschuldigingen aan de joden van het plegen van rituele moorden nog met enige regelmaat voor: tot de jaren 60 zag men deze in kranten verschijnen en begin 21e eeuw zelfs nog in de soap Asj-Sjataat (De Diaspora, Ar. الشتات), een Syrische productie uit 2003 die niet op de Syrische nationale televisie te zien was, maar wel in Iran (2004), via de Jordaanse satellietzender Al-Mamnou (2005) en even via de Libanese satellietzender Al-Manar, tot de uitzendingen werden stopgezet en verontschuldigingen volgden.